# Kazimierz Dębicki (chirurg)

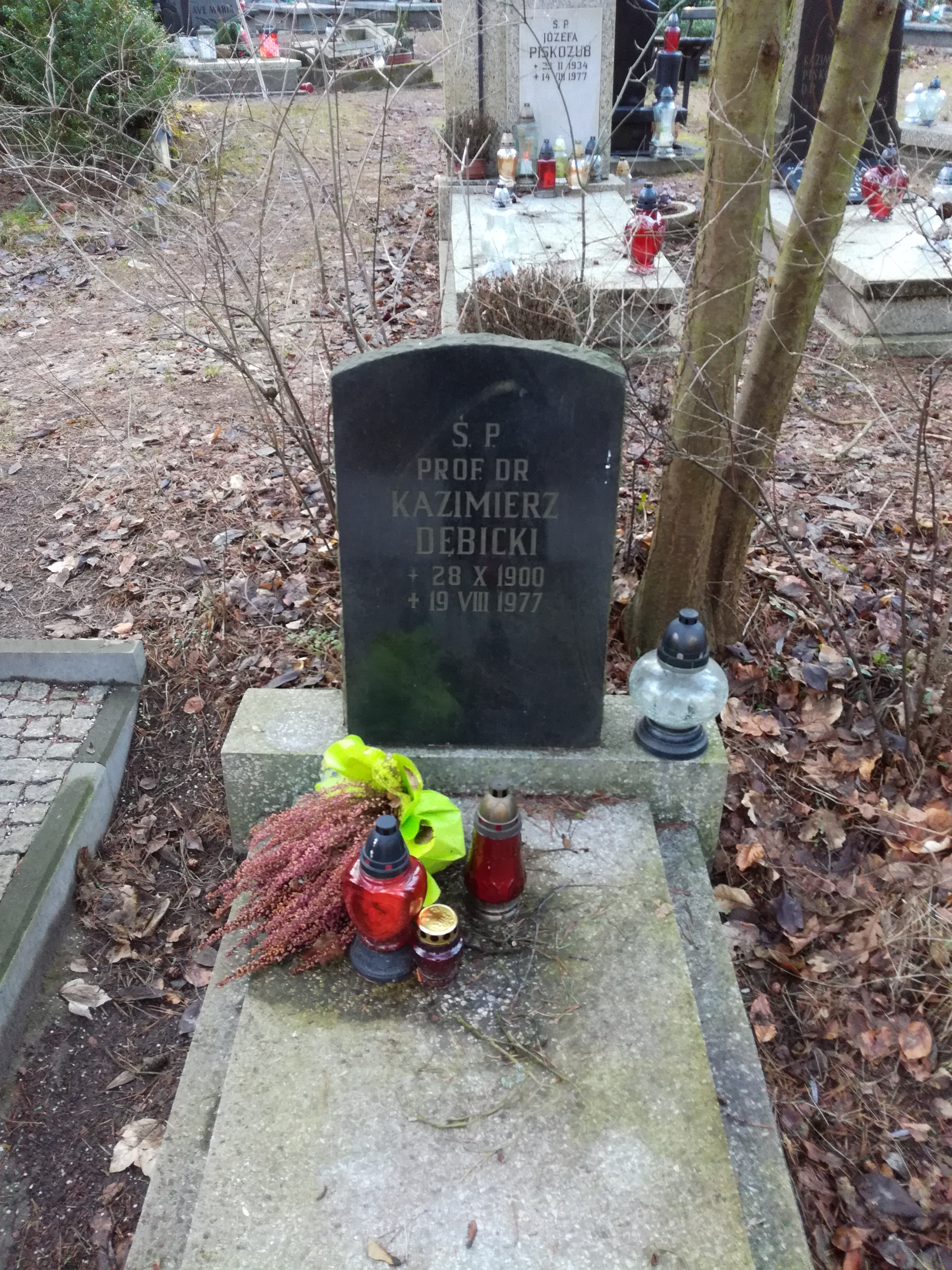
Grób profesora Kazimierza Dębickiego na Cmentarzu Srebrzysko w Gdańsku

Kazimierz Dębicki (ur. 28 października 1900 w Iwaszkowcach, Podole, zm. 18 sierpnia 1977 w Gdańsku) – polski chirurg, profesor Akademii Medycznej w Gdańsku.

## Życiorys
Syn Józefa. Studiował na Wydziale Lekarskim Uniwersytetu Warszawskiego, gdzie uzyskał dyplom lekarza i doktora wszech nauk lekarskich (21 stycznia 1926). Pracował na Oddziale Chirurgicznym Szpitala Przemienienia Pańskiego w Warszawie, następnie w Klinice Chirurgicznej Uniwersytetu Warszawskiego (kierowanej przez Zygmunta Radlińskiego). Zmobilizowany w kampanii wrześniowej, był chirurgiem w 21. Szpitalu Ewakuacyjnym; został internowany w Rumunii, następnie przebywał przy armii polskiej we Francji i Wielkiej Brytanii. W latach 1941–1946 był ordynatorem chirurgii w szpitalach wojennych w Wielkiej Brytanii.
Powrócił do Polski w 1947. Pracował w sanatoriach w Bukowcu i Kamiennej Górze. W 1949 objął (jako profesor nadzwyczajny) kierownictwo II Katedry i Kliniki Akademii Medycznej w Gdańsku; od 1962 był profesorem zwyczajnym. Na emeryturę przeszedł w 1970.
Należał m.in. do Towarzystwa Chirurgów Polskich, w którym w latach 1960–1962 pełnił funkcję prezesa Zarządu Głównego; otrzymał także członkostwo honorowe. Był również członkiem honorowym Polskiego Towarzystwa Lekarskiego, Europejskiego Towarzystwa Chirurgii Sercowo-Naczyniowej, Międzynarodowego Towarzystwa Proktologicznego. Wchodził w skład Rady Naukowej przy Ministrze Zdrowia i Opieki Społecznej oraz komitetu redakcyjnego „Polskiego Przeglądu Chirurgicznego”. Przewodniczył Komisji Wstrząsu Urazowego Polskiej Akademii Nauk. Reprezentował Polskę w Europejskim Towarzystwie Chirurgii Sercowo-Naczyniowej, Międzynarodowej Federacji Towarzystw Chirurgicznych oraz Międzynarodowym Towarzystwie Chirurgicznym.
Był autorem ponad 70 prac naukowych, dotyczących chirurgii spraw ropnych, kostno-stawowych, nowotworów, jamy brzusznej, klatki piersiowej oraz chirurgii serca i naczyń.
Pochowany na Cmentarzu Srebrzysko w Gdańsku (rejon IX, kwatera profesorów).

## Odznaczenia
- Krzyż Kawalerski Orderu Odrodzenia Polski (1954)[2]
- Złota Odznaka Honorowa Polskiego Czerwonego Krzyża[potrzebny przypis]